# Scotinosoma typicum
Scotinosoma typicum är en tvåvingeart som beskrevs av Mario Bezzi 1916. Scotinosoma typicum ingår i släktet Scotinosoma och familjen bredmunsflugor. Inga underarter finns listade i Catalogue of Life.